# Митрофановське сільське поселення
Митрофа́новське сільське поселення (рос. Митрофановское сельское поселение) — муніципальне утворення у складі Троїцько-Печорського району Республіки Комі, Росія. Адміністративний центр — селище Митрофан-Дікост.

## Населення
Населення — 359 осіб (2017, 513 у 2010, 791 у 2002, 1525 у 1989).

## Склад
До складу поселення входять такі населені пункти:
| Населений пункт         | Населення, осіб (1989) | Населення, осіб (2002) | Населення, осіб (2010) |
| ----------------------- | ---------------------- | ---------------------- | ---------------------- |
| Ваньпі, присілок        | 3                      | 2                      | 1                      |
| Кодач, присілок         | 43                     | 31                     | 13                     |
| Мирний, селище          | 360                    | 185                    | 59                     |
| Митрофан-Дікост, селище | 761                    | 416                    | 351                    |
| Митрофаново, присілок   | 85                     | 11                     | 6                      |
| Тімушбор, селище        | 273                    | 146                    | 83                     |